# Paracalanus parvus
Paracalanus parvus är en kräftdjursart som först beskrevs av Claus 1863.  Paracalanus parvus ingår i släktet Paracalanus och familjen Paracalanidae. Arten är reproducerande i Sverige. Inga underarter finns listade i Catalogue of Life.